# Exposição Panamericana

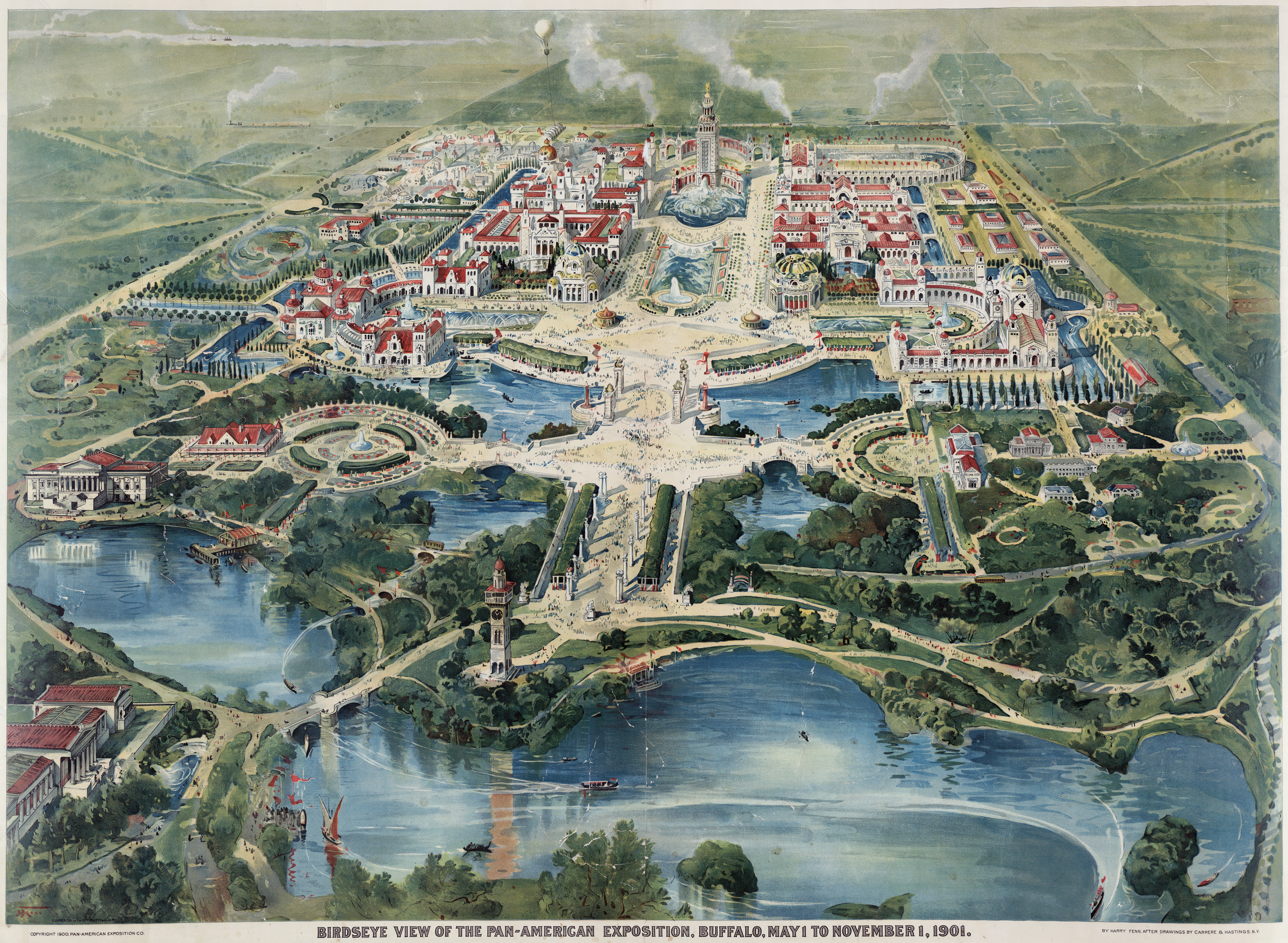
Desenho de toda a exposição

A Exposição Panamericana foi uma exposição mundial realizada em Buffalo, Nova Iorque, Estados Unidos, de 1 de maio até 2 de novembro de 1901. A feira ocupou uma área de 1,4 km² da porção oeste do atual Delaware Park–Front Park, indo da Avenida Delaware até a parte norte da Avenida Great Arrow.
A exposição é mais lembrada por ter sido o local onde o presidente William McKinley foi assassinado pelo anarquista Leon Czolgosz em 6 de setembro, dentro do Temple of Music.

## História

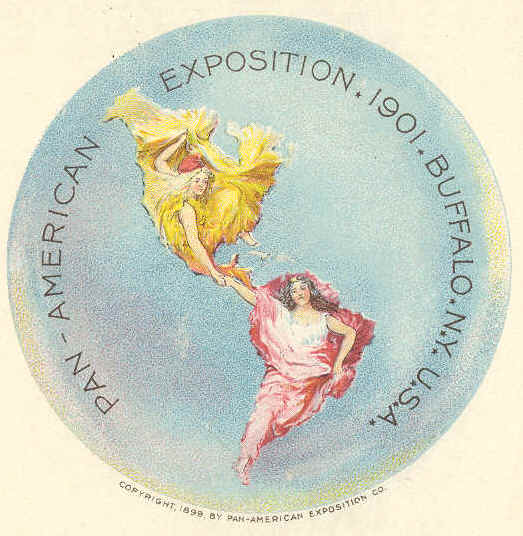
Logo oficial criado por Raphael Beck

O evento foi organizado pela Companhia da Exposição Panamericana, formada em 1897. Inicialmente a Ilha Cayuga havia sido escolhida como o local da feira por sua proximidade das Cataratas do Niágara, uma grande atração turística. A Guerra Hispano-Americana de 1898 suspendeu a organização. Ao final do conflito, Buffalo passou a competir com Niagara Falls para sediar o evento.
Buffalo superou sua concorrente por duas razões principais. Primeiro, tinha uma população muito maior – aproximadamente 35 mil habitantes, a oitava cidade mais populosa dos Estados Unidos. Segundo, Buffalo tinha melhores conexões com ferrovias – a cidade ficava a apenas um dia de viagem de mais de quarenta milhões de pessoas. Em julho de 1898, o Congresso dos Estados Unidos aprovou US$ 500 mil para a Exposição em Buffalo. O tema "Panamericano" foi levado para o slogan, "Bem estar comercial e compreensão entre as repúblicas americanas". O sistema trifásico da corrente alternada havia sido recentemente inventado por Nikola Tesla, permitindo que a eletricidade fosse transmitida a maiores distâncias com mais eficiência. Isso permitiu que os organizadores iluminassem a feira usando eletricidade gerada a 40 km de distância nas cataratas.
O Exposição Panamericana é mais lembrada por ter sido onde o presidente William McKinley foi assassinado pelo anarquista Leon Czolgosz em 6 de setembro de 1901. McKinley estava cumprimentando o público dentro do Temple of Music quando foi baleado duas vezes pelo revólver escondido de Czolgosz. O presidente morreu oito dias em 14 de setembro. Havia uma máquina de raio-x recém desenvolvida sendo exibida na feira, porém os médicos ficaram relutantes em usá-la em McKinley por desconhecerem os efeitos colaterais. A sala de operações no hospital da exposição onde o presidente foi operado de seus ferimentos não possuía iluminação elétrica, ao contrário da maioria dos edifícios da exposição.

## Prédios
- O Prédio da Administração

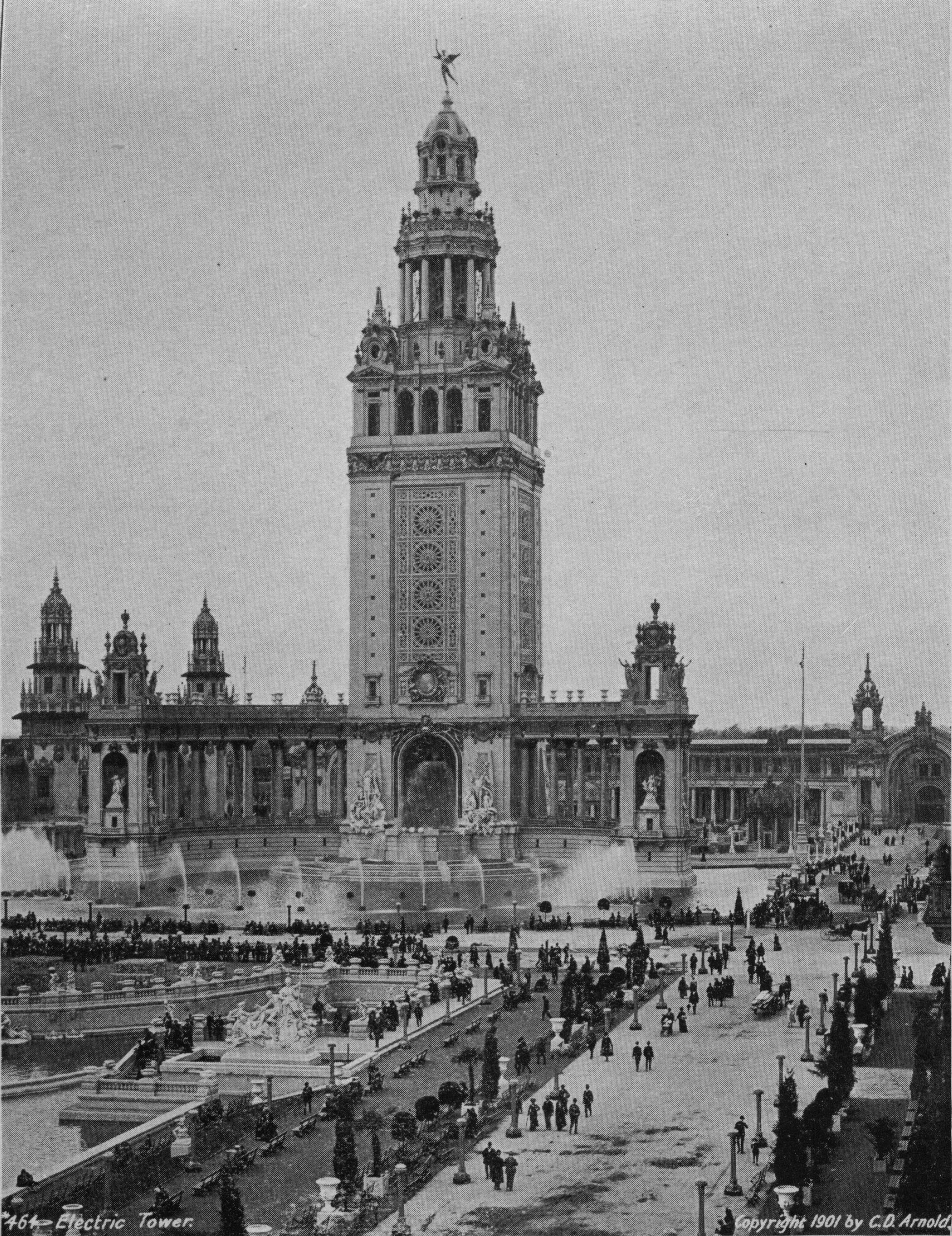
A Torre Elétrica

- Os Prédios da Agricultura, Manufaturas e Artes Liberais, projetados por George Foster Shepley
- A Torre Elétrica, projetada por John Galen Howard
- O Prédio da Eletricidade, projetado por Edward Brodhead Green e William Sydney Wicks
- O Prédio da Etnologia, projetado por George Cary
- O Prédio do Governo, projetado por James Knox Taylor
- O Prédios da Máquinas e dos Transportes, projetado por Edward Brodhead Green e William Sydney Wicks
- O Prédio das Minas, Florestas e Artes Gráficas e o Prédio da Horticultura, projetados por Robert Swain Peabody
- O Prédio do Estado de Nova Iorque, projetado por George Cary
- O Estádio, usado para eventos esportivos, semelhante ao Estádio Panatenaico
- O Templo da Música, usado para concertos musicais, projetado por August Esenwein e James A. Johnson

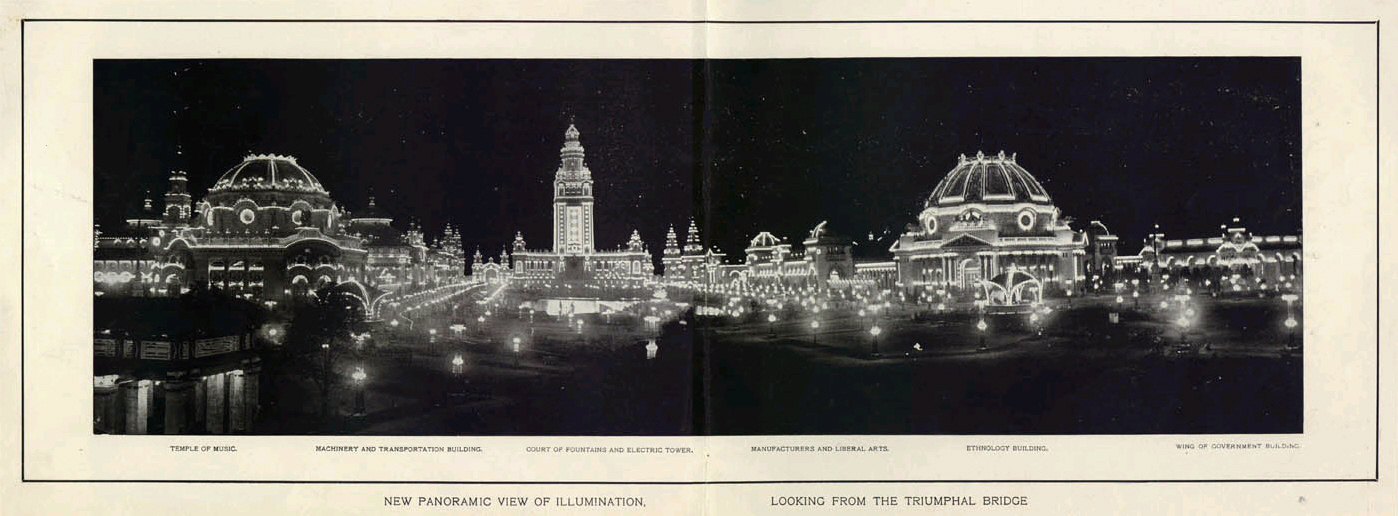
Panorama da Exposição Panamericana

- O Prédio das Mulheres